# Torre de la Libertad
La Torre de la Libertad és un monument localitzat a la ciutat de Bata a la regió continental del país africà de Guinea Equatorial. Va ser inaugurat el 12 d'octubre de 2011 a les festes per la independència d'aquesta nació. L'estructura consisteix en una torre al costat d'un passeig marítim que a la nit canvia de colors gràcies a un sistema d'il·luminació. Entre altres atraccions posseeix un restaurant giratori que es localitza en la seva part superior.